# Bruce Roberts
Bruce Roberts, (ur. 23 czerwca 1942, zm. 30 grudnia 2022) – amerykański curler, mistrz świata z 1976.
Roberts pięciokrotnie wygrywał mistrzostwa kraju, co dawało mu możliwość występów na mistrzostwach globu. Dokonał tego reprezentując łącznie 3 kluby z trzech różnych stanów. Po raz pierwszy wystąpił na MŚ w 1966 z drużyną z Fargo Curling Club (Dakota Północna). Amerykanie wraz ze Szkotami (Chuck Hay) znaleźli się w półfinale. Ostatecznie zdobyli brąz przegrywając mecz 7:14.
Rok później wystąpił w barwach Seattle Curling Club. W Round Robin reprezentanci Stanów Zjednoczonych z bilansem 7-1 byli najlepsi, jednak znów zdobyli brąz przegrywając tym razem 6:7 półfinał ze Szwedami (Bob Woods).
Po 9 latach Roberts wygrał mistrzostwa USA i wyjechał na MŚ 1976. Był wówczas skipem z Hibbing Curling Club (Minnesota). Amerykanie byli gospodarzami turnieju, awansowali do fazy play-off z najlepszym wynikiem. Wygrywając 9:3 mecz półfinałowy przeciwko Szwecji (Bengt Cederwall) Bruce po raz pierwszy awansował do finału turnieju tej rangi. W finale zerując 9. partię przy stanie po 5 Roberts przeniósł przywilej ostatniego kamienia na end 10. Tam Amerykanie zdobyli 1 punkt i wynikiem 6:5 zdobyli tytuł mistrzów świata. Po roku w półfinałach Szwedzi (Ragnar Kamp) zrewanżowali się 5:0 Amerykanom.
Ostatni raz Bruce Roberts reprezentował kraj jako skip na pozycji trzeciego na MŚ 1984. Amerykanie z rezultatem 5 wygranych i 4 przegranych meczów uplasowali się na 6. pozycji.
W 1994 Roberts wraz z całym zespołem mistrzowskim z 1976 został włączony do United States Curling Association Hall of Fame.

## Drużyna
|           | Czwarty       | Trzeci          | Drugi         | Otwierający  |
| --------- | ------------- | --------------- | ------------- | ------------ |
| 1983/1984 | Joe Roberts   | Bruce Roberts   | Gary Kleffman | Jerry Scott  |
| 1976/1966 | Bruce Roberts | Paul Pustovar   | Gary Kleffman | Jerry Scott  |
| 1975/1976 | Bruce Roberts | Joe Roberts     | Gary Kleffman | Jerry Scott  |
| 1966/1967 | Bruce Roberts | Tom Fitzpatrick | John Wright   | Doug Walker  |
| 1965/1966 | Bruce Roberts | Joe Zbacnik     | Gerry Toutant | Mike O’Leary |